# UMP (曲)
『UMP』（ユーエムピー）は、Hey! Say! JUMPの34枚目のシングル。2024年9月24日にストームレーベルズから発売された。

## 概要
前作『DEAR MY LOVER/ウラオモテ』から約1年4か月ぶりのリリース。グループ20周年へ向けて新たな代表曲となることを目指して企画された楽曲で、デビュー結成17周年を迎えた9月24日に発売された。
元々"UMP"はデビュー曲「Ultra Music Power」の略称としてファンに親しまれていたが、ジャニー喜多川性加害問題を受け、歌詞の中に「ジャニーズ」という言葉が含まれていることにより、同曲は2023年10月に今後は歌わないという決断が下された。そのため、これに代わる新たな代表曲として8人で制作に関わり、多くの準備期間を経て発表された。「Ultra Music Power」の頭文字を取ったように思われるタイトルで、間奏でもメロディが引用され、〈東の空へと〉とリンクするフレーズ歌詞が使用されるなど共通点を含みつつ、〈止まってるより8倍いい〉〈切ない痛みも越えてきた〉といった、過去を振り返りながらもグループが前進を続ける姿勢が表現されている。また、パフォーマンスにも「Ultra Music Power」の振付が含まれ、MVも過去のMVのシーンがサブリミナル的に挿入されたものとなっており、SNSでは他にも共通点に関する考察が多く書き込まれ話題となった。
「UMP」は10月1日放送のフジテレビ系バラエティー番組『いたジャン!』でフルサイズで披露された。

## リリース
封入特典・仕様
- U盤：初回限定盤① - スリーブ仕様、厚紙32Pフォトブックレット封入、3面6P歌詞カード
- M盤：初回限定盤② - 16P歌詞ブックレット封入
- P盤：完全生産限定盤 - 16P歌詞ブックレット封入、Hey! Say! JUMPオリジナル・ミュージックキーホルダー封入
- 通常盤 - 8P歌詞カード封入

## 収録曲

### CD

#### U盤：初回限定盤1
1. UMP
作詞：片岡健太（sumika）、作曲：ナスカ、編曲：mellow、Naoki Endo
MVが8月19日21時からプレミア公開され、楽曲が初公開された[8]。監督は加藤ヒデジン[16]。
2. NERD
作詞：AKIRA、作曲：Albin Nordqvist、STEVEN LEE、SQVARE、編曲：Albin Nordqvist
髙木雄也出演 CBCテレビドラマ『怖れ』エンディングテーマ[17]。
「ナード」と読む[7]。
3. BAD NEWS見たくない!
作詞・作曲・編曲：清竜人
4. 執事的なボーイフレンド
作詞：MUTEKI DEAD SNAKE、作曲：児山啓介、MUTEKI DEAD SNAKE、編曲：児山啓介

#### M盤：初回限定盤2
1. UMP
2. NERD
3. ハイライト
作詞：山崎あおい、作曲：山崎あおい、柳川陽香、マツモトタクロウ、編曲：マツモトタクロウ

#### P盤：完全生産限定盤
1. UMP

#### 通常盤
1. UMP
2. NERD
3. ナユタの海
作詞・作曲：三島想平（cinema staff）、編曲：桑田健吾、三島想平
ミディアムバラード[11]。
4. ルーティーン
作詞：竹内サティフォ、作曲・編曲：ONIGAWARA
ポジティブソング[11]。
5. UMP（オリジナル・カラオケ）
6. NERD（オリジナル・カラオケ）
7. ナユタの海（オリジナル・カラオケ）
8. ルーティーン（オリジナル・カラオケ）

### Blu-ray/DVD

#### U盤：初回限定盤1
130分収録。
- 「UMP」Original Music Video & Making
- PULL UP! Special Event（2024.2.21 at Toyosu PIT）
2023年発売のアルバム『PULL UP!』購入者イベントの東京会場の模様を収録[8]。

#### M盤：初回限定盤2
96分収録。
- SAPPORO MUSIC EXPERIENCE 2024 Special Digest
3月に出演した音楽フェス『SAPPORO MUSIC EXPERIENCE 2024』でのパフォーマンスとメイキング映像を織り交ぜたスペシャルダイジェスト[8]。
- 出張カタカナ禁止寿司！in札幌
上記イベントで札幌に滞在した際に撮影された[8]。カタカナを発した回数を競って行うごほうび企画にチャレンジし、札幌の寿司を満喫するメンバーの姿が見られる[18]。

## チャート成績
オリコンでは初週21.7万枚を売り上げ、10月7日付オリコン週間シングルランキングで初登場1位を獲得。また、Billboard JAPANにおいても"Top Singles Sales"で初週221,762枚を売り上げ首位を獲得。ラジオでも6位となり、"JAPAN Hot 100"でも首位となった。総合首位を獲得するのは、2022年5月リリースの『a r e a』以来で31回目。